# Iker Begoña
Iker Begoña Zubiaur (Bilbao, 15 de noviembre de 1976) es un exfutbolista español que se desempeñaba como defensa. Se formó en la cantera del Athletic Club, aunque tuvo su mayor repercusión como profesional en las filas del Recreativo de Huelva.
Es el hermano menor de Ibon Begoña, destacado futbolista del Deportivo Alavés.
Su último equipo fue el Olímpica Valverdeña de la División de Honor Andaluza en 2018, después de haberse retirado seis años atrás en las filas del Thrasyvoulos Fylis.

## Clubes
| Club                       | País   | Año       |
| -------------------------- | ------ | --------- |
| C. D. Basconia             | España | 1996-1997 |
| Bilbao Athletic            | España | 1997-1998 |
| S. D. Gernika Club         | España | 1998-1999 |
| Club Bermeo                | España | 1999-2000 |
| Amurrio Club               | España | 2000-2001 |
| Alicante C. F.             | España | 2001      |
| R. C. Recreativo de Huelva | España | 2001-2006 |
| Lorca Deportiva C. F.      | España | 2006-2007 |
| Albacete Balompié          | España | 2007-2009 |
| Levadiakos FC              | Grecia | 2009-2011 |
| Thrasyvoulos Fylis         | Grecia | 2012      |
| Olímpica Valverdeña CF     | España | 2018      |